# 平諾基斯湖

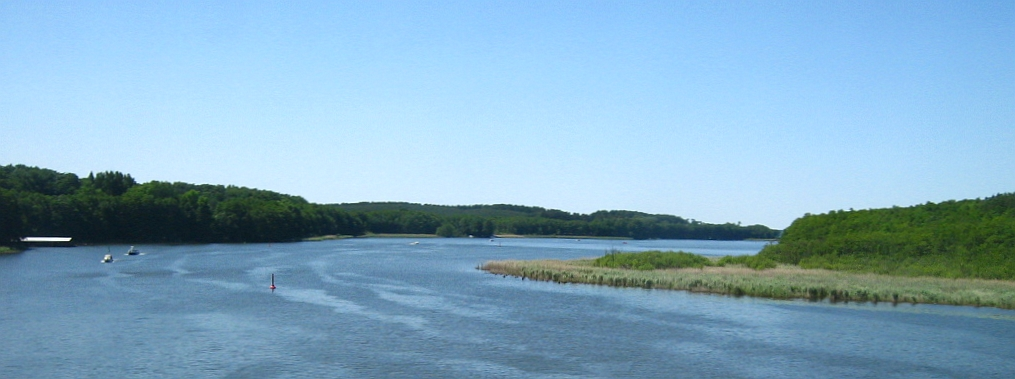

53°27′42″N 12°22′37″E / 53.46165°N 12.37683°E
平諾基斯湖（德語：Pinnower Kiessee），是德國的湖泊，位於該國東北部梅克倫堡-前波美拉尼亞州，由路德維希斯盧斯特-帕爾希姆縣負責管轄，長1.2公里、寬0.5公里，面積0.42平方公里，海拔高度38米。